# Gleichenberger Straße
Die Gleichenberger Straße (B 66) ist eine Landesstraße in Österreich. Sie hat eine Länge von 42,9 km und führt von Ilz im Tal der Feistritz über Feldbach im Tal der Raab nach Bad Gleichenberg. Im südlichen Abschnitt verbindet sie dieses durch das Gleichenberger Tal mit Bad Radkersburg an der Mur.

## Geschichte
Die Straße von Mureck über Marktl und Gleichenberg bis Feldbach wurde durch das Gesetz vom 3. Oktober 1868 den Bezirksstraßen I. Klasse zugerechnet.
Durch das Gesetz vom 13. September 1923 wurde die Bezirksstraße Gleisdorf – Feldbach – Gleichenberg – Halbenrain zur Konkurrenzstraße erklärt. In der österreichischen Rechtssprache bezeichnet Konkurrenz die gemeinsame Finanzierung eines Projektes durch verschiedene Institutionen. In diesem Falle zahlten Bund und Land jeweils 35 Prozent der Baukosten, die Bezirke mussten innerhalb ihres Gebietes jeweils 30 Prozent der Baukosten selbst tragen.
Die Gleichenberger Straße wurde durch Verordnung der Bundesregierung vom 9. Juni 1933 zur Bundesstraße erklärt. Bis 1938 wurde die Gleichenberger Straße als B 23 bezeichnet, nach dem Anschluss Österreichs wurde die Gleichenberger Straße nicht mehr als Reichsstraße geführt.
Seit dem 1. Jänner 1973 gehört auch der nördliche Streckenabschnitt zwischen Feldbach und Ilz zum Netz der Bundesstraßen in Österreich.